# Bahía de Setúbal

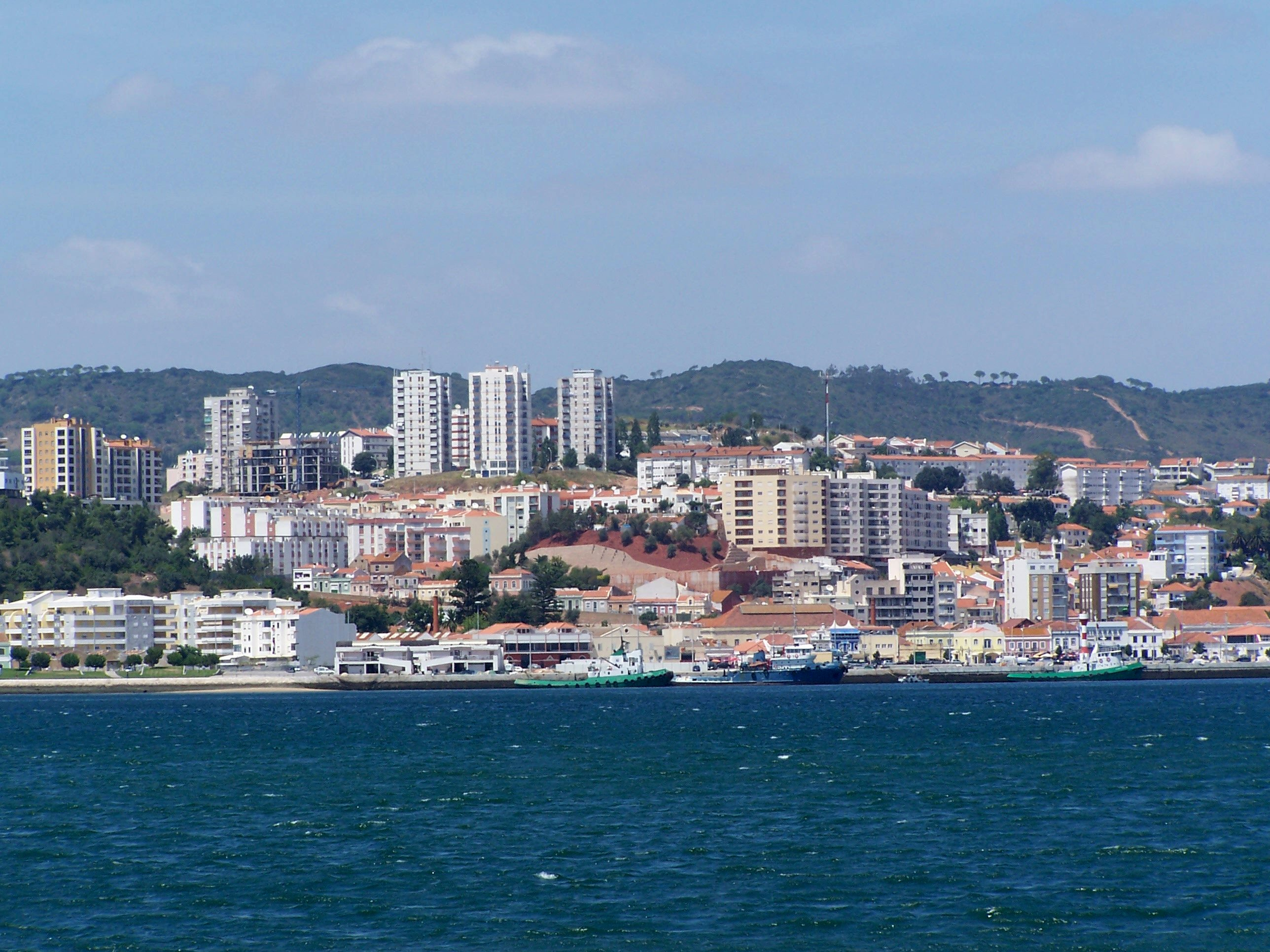
Vista de la bahía de Setúbal desde el estuario del río Sado.

La bahía de Setúbal es una bahía ubicada sobre el estuario del río Sado, sobre el Océano Atlántico, Portugal.  Sobre su costa se encuentra la ciudad de Setúbal, a unos 40km al sur de Lisboa.
Por sus vientos y entorno es un excelente destino practicar navegación y windsurf. Existen catamaranes y naves que realizan recorridos por la bahía, para disfrutar de sus vistas y avistaje de delfines.